# Tony Hawk's Pro Skater 3
Tony Hawk's Pro Skater 3 (comúnmente abreviado como THPS3) es un videojuego de skateboarding que corresponde a la tercera entrega en la serie de Tony Hawk's. Fue desarrollado por Neversoft y publicado por Activision en 2001 para Nintendo GameCube, Game Boy Color, PlayStation 2, y PlayStation. En 2002, fue publicado para Nintendo 64, Xbox, Microsoft Windows y Game Boy Advance. Fue el primer juego lanzado para PlayStation 2 que soportó juego en línea, y el último juego lanzado para Nintendo 64 en los Estados Unidos.
Este juego introdujo el revert, un truco que permitió combinar un vert con un manual, apretando un botón al aterrizar en un quarterpipe. Esto permitió combos mucho más largos que en los dos juegos anteriores, donde el aterrizaje en un quarterpipe acabaría un combo. También se agregaron combos ocultos, que eran variaciones en los trucos estándares que se podían realizar, como grab, flip, lip, o grind. Por ejemplo, apretando dos veces el botón de kickflip, se lograba un doble kickflip. Este sistema sería refinado más adelante en Tony Hawk's Pro Skater 4. El juego se destacó también por tener publicidad bajo la forma de carteleras; los juegos anteriores en la serie también ofrecían publicidad, pero ésta fue la primera vez que aparecieron marcas que no tienen que ver con el skateboarding, como McDonald's, Nokia y Jeep.

## Niveles
El juego posee diferentes niveles que varían o se agregan según su versión de consola:
solo que la de Nintendo 64 es la misma que la de PlayStation solo que los gráficos mejoran.
- Foundry (PS, PS2, XBOX, PC)

Este nivel no varía mucho entre las versiones de PSOne, PS2, XBOX o PC salvo que la versión de PlayStation tiene menos resolución debido a su motor gráfico.
- Canadá (PS, PS2, XBOX, PC)

A pesar de que la estructura de este nivel es la misma en todas sus versiones, los cambios más notorios de este nivel entre PSOne y PS2, XBOX o PC, además de su calidad gráfica, es que en la versión de PlayStation el skatepark se encuentra entre edificios, locales comerciales y cabañas, mientras que en sus versiones mayores y posteriormente remakes el nivel se encuentra en una zona montañosa y parte de un lago.
- Río de Janeiro (PS, PS2, XBOX, PC)

Quizá el nivel con menos cambios entre versiones. La única diferencia se encuentra en la versión de PlayStation en la que se muestra un atardecer y no un día soleado como en las versiones mayores.
- Suburbia (PS, PS2, XBOX, PC)

Los cambios más notorios de este nivel entre PlayStation y PlayStation 2, XBOX o PC, además de su calidad gráfica, es que en la versión de PlayStation no se puede acceder a la casa embrujada característica de este nivel, mientras que en las versiones mayores esta casa posee un medio tubo escondido en la parte del cementerio, además, puede verse un ataúd flotante y a un horrorizado espectador en el segundo piso.
- Airport (PS, PS2, XBOX, PC)

La estructura de este nivel no varía mucho entre las versiones de PS, PS2, XBOX o PC salvo que en la versión de PSOne el nivel es mostrado en la noche, el helipuerto es cambiado por un mini skatepark y no se puede acceder a la parte del subsuelo.
- Skater Island (PS, PS2, XBOX, PC)

La estructura de este nivel no varía mucho entre las versiones de PlayStation, PS2, XBOX o PC sin embargo existe un cambio bastante notorio en la versión de PlayStation en el que el nivel se nos muestra de una forma más realista; estando ubicado dentro de un edificio rodeado por una zona verde con árboles y un patio trasero con rampas. Mientras que en las versiones mayores el edificio que contiene el skatepark se encuentra en una isla rodeada por tiburones y un barco pirata al que se puede acceder por una entrada secreta que es destruida por cañones.
- Los Ángeles (PS, PS2, XBOX, PC)

La estructura de este nivel no varía mucho entre las versiones de PlayStation, PS2, XBOX o PC sin embargo un cambio bastante curioso es que la versión de PSOne este nivel tiene un estado en ruinas, con edificios abandonados, rodeado de arena en los límites, falto de colores vivos y con un clima nublado. Mientras que en sus versiones mayores este nivel es mostrado completamente diferente, con colores brillantes, gente por las calles, edificios modernos y clima soleado. Cabe mencionar que (mediante una misión) este nivel puede cambiarse a un estado de terremoto, que si bien, es parecido a la versión de PlayStation, no llega a tener el mismo estado lúgubre de la versión antes mencionada.
- Tokio (PS, PS2, XBOX, PC)

La estructura de este nivel no varía mucho entre las versiones de PS, PS2, XBOX o PC salvo que la versión de PSOne no posee público ni hologramas y su calidad gráfica es inferior.
- Cruise Ship (solo en las versiones de PS2, XBOX, PC)

Este nivel muestra un crucero de lujo con varios pisos, una piscina, un tobogán y varias rampas. Como dato curioso cabe mencionar que en el nivel “Skater Island” de las versiones de PS2, XBOX Y PC puede verse este crucero a lo lejos desde el barco pirata.

### Niveles Extras
- Warehouse (nivel de Tony Hawk's Pro Skater) (PS2, XBOX, PC)

Nivel sin cambios, salvo en su apartado gráfico.
- Roswell (nivel de Tony Hawk's Pro Skater) (PS2, XBOX, PC)

Nivel sin cambios, salvo en su apartado gráfico.
- Burnside (nivel de Tony Hawk's Pro Skater) (PS2, XBOX, PC)

Nivel sin cambios, salvo en su apartado gráfico.
- Rio Downhill Jam (solo disponible en la versión de Nintendo 64 y PlayStation)

Nivel completamente empinado, ubicado en el Cristo Redentor de Brasil.

## Skaters
- Tony Hawk
- Steve Caballero
- Kareem Campbell
- Rune Glifberg
- Eric Koston
- Bucky Lasek
- Bam Margera
- Rodney Mullen
- Chad Muska
- Andrew Reynolds
- Geoff Rowley
- Elissa Steamer
- Jamie Thomas

Skaters Extra
- Darth Maul
- Wolverine
- Officer Dick
- Private Carrera
- Ollie The Magic Bum
- Kelly Slater
- Demoness
- Neversoft Eyeball
- Doom Guy
- Shaun Palmer (solo paraGame Boy Advance)
- Mindy (solo paraGame Boy Advance)
- Glotón

## Extras
El juego incluía el demo de Shaun Palmer's Pro Snowboarder en el menú de opciones.

## Banda sonora
| N.º | Título                            | Artista                  | Duración |  |
| 1.  | «Amoeba»                          | Adolescents              |          |  |
| 2.  | «The Boy Who Destroyed the World» | AFI                      |          |  |
| 3.  | «Wish»                            | Alien Ant Farm           |          |  |
| 4.  | «Not the Same»                    | Bodyjar                  |          |  |
| 5.  | «96 Quite Bitter Beings»          | CKY                      |          |  |
| 6.  | «If You Must»                     | Del the Funky Homosapien |          |  |
| 7.  | «I'm Destroying the World»        | Guttermouth              |          |  |
| 8.  | «I'm a Swing It»                  | House of Pain            |          |  |
| 9.  | «Hush»                            | KRS-One                  |          |  |
| 10. | «Pulse»                           | Mad Capsule Markets      |          |  |
| 11. | «Ace of Spades»                   | Motörhead                |          |  |
| 12. | «Amongst the Madness»             | The Nextmen              |          |  |
| 13. | «Cut Chemist Suite»               | Ozomatli                 |          |  |
| 14. | «Blitzkrieg Bop»                  | The Ramones              |          |  |
| 15. | «Fight Like a Brave»              | Red Hot Chili Peppers    |          |  |
| 16. | «Let's Get Dirty»                 | Redman                   |          |  |
| 17. | «I Can't Surf»                    | The Reverend Horton Heat |          |  |
| 18. | «What's the Matter Man»           | Rollins Band             |          |  |
| 19. | «Paparazzi»                       | Xzibit                   |          |  |
| 20. | «Check»                           | Zebrahead                |          |  |